# 山内節氏
山内 節氏（やまうち ときうじ）は、江戸時代前期の土佐藩の重臣。

## 略歴
寛永10年（1633年）、山内定氏の子として誕生した。
寛永16年（1639年）、7歳で人質として江戸表に行く。正保4年（1647年）、父・定氏の没後、15歳で3代宿毛領主となり、承応元年（1652年）に帰国する。奉行・野中兼山とは、兼山の妻の市が従妹であり、土佐藩と宇和島藩との間に起こった篠山国境争いでは兼山と共に解決を図る。また、万治2年（1659年）、兼山の指導により松田川改修工事、宿毛総曲輪を構築する。兼山が失脚して没した後、寛文4年（1664年）にその遺児を領内に預かる。
元禄2年（1689年）、土佐中村藩主・山内豊明の改易騒動の鎮定に赴く。元禄10年（1697年）、宿毛の町割りをする。
元禄11年（1698年）、死去。節氏の死後、元禄12年（1699年）に長男の倫氏が家督を継いだ。